# Hydropsyche instabilis
Hydropsyche instabilis är en nattsländeart som först beskrevs av Curtis 1834.  Hydropsyche instabilis ingår i släktet Hydropsyche och familjen ryssjenattsländor. Utöver nominatformen finns också underarten H. i. nigra.